# Зігфрід Гельд
Зігфрід Гельд (нім. Sigfried Held, нар. 7 серпня 1942, Брунталь) — німецький футболіст, що грав на позиції нападника. Володар Кубка Кубків УЄФА. По завершенні ігрової кар'єри — тренер.
Виступав, зокрема, за клуб «Боруссія» (Дортмунд), а також національну збірну Німеччини.

## Клубна кар'єра
У дорослому футболі дебютував 1963 року виступами за команду клубу «Кікерс» (Оффенбах), за яку провів два сезони.
1965 року підписав контракт з «Боруссією» (Дортмунд), де провів шість сезонів, взявши участь у 183 матчах чемпіонату. Більшість часу, проведеного у складі «Боруссії», був основним гравцем атакувальної ланки команди. За цей час виборов титул володаря Кубка Кубків УЄФА.
Протягом 1971—1977 років знову захищав кольори команди клубу «Кікерс» (Оффенбах).
В 1977 року повернувся до «Боруссії», де цього разу провів два сезони.
1979 року виступав у команді «Пройсен Мюнстер».
Завершив професійну ігрову кар'єру у клубі «Баєр Юрдінген», за команду якого виступав протягом 1979—1981 років.

## Виступи за збірну
1966 року дебютував в офіційних матчах у складі національної збірної Німеччини. Протягом кар'єри у національній команді, яка тривала 8 років, провів у формі головної команди країни 41 матч, забивши 5 голів.
У складі збірної був учасником чемпіонату світу 1966 року в Англії, де разом з командою здобув «срібло», чемпіонату світу 1970 року у Мексиці, на якому команда здобула бронзові нагороди.

## Кар'єра тренера
Розпочав тренерську кар'єру невдовзі по завершенні кар'єри гравця, 1981 року, очоливши тренерський штаб клубу «Шальке 04».
1986 року став головним тренером національної збірної Ісландії, яку тренував протягом трьох років.
Згодом протягом 1989–1990 років очолював тренерський штаб турецького «Галатасарая».
1991 року прийняв пропозицію попрацювати в австрійському клубі «Адміра-Ваккер». Залишив команду з Медлінга 1993 року.
Протягом 2 років, починаючи з 1993, був головним тренером команди «Динамо» (Дрезден).
1995 року був запрошений керівництвом японського «Гамба Осака» очолити його команду, яку щоправда тренував неповний рік.
З 2001 по 2003 рік очолював тренерський штаб збірної Мальти.
Протягом тренерської кар'єри також очолював команду клубу «Локомотив» (Лейпциг).
Наразі останнім місцем тренерської роботи була національна збірна Таїланду, головним тренером якої Зігфрід Гельд був у 2004 році.

## Титули і досягнення

### Як гравця
- Володар Кубка Кубків УЄФА (1):

«Боруссія» (Дортмунд):  1965-1966
- Віце-чемпіон світу: 1966
- Бронзовий призер чемпіонату світу: 1970